# Híd
Хид (мађ. Híd у значењу „мост”) је мађарски књижевни, уметнички и друштвени часопис у Југославији, а потом у Србији. Седиште је у Суботици, затим од 1947. године у Новом Саду. Излажење је било периодично, а данас месечно.

## Историја
„Хид” је почео са радом 1934. године, као часопис омладинских покрета, а од 1938. је био је марксистички часопис који је водила Комунистичка партија Југославије. Социографска литература, репортаже, извештаји радничких дописника и тзв. реална књижевност добили су простора у њеним рубрикама. Часопис између 1934–1941 уређивали су Ендре Леваи (1934–1936), Рокуш Шимокович (1936–1937), Отмар Мајер (1937–1941). Уредништво је 1939–40 објавило серију књижевних и друштвених књижица под насловом Библиотека часописа Мост (Híd könyvtár). Током Другог светског рата, за време окупације Југославије, лист је забрањен, уредници и неколико чланова редакције су ухапшени и стрељани, а лист је суспендован до октобра 1945. године.
Лист, који је поново покренут у октобру-новембру 1945. године, постао је орган целокупне мађарске књижевности у Југославији, негујући мађарску књижевну традицију и настојећи да унапреди међусобно познавање књижевности и културе народа који живе у земљи.
Лист је убрзо постао стециште младих књижевних талената из Војводине, као што су били Имре Бори, Ференц Фехер, Геза Јухас, Нандор Мајор и Иштван Немет. Објављивана су и дела оних мађарских писаца који су шездесетих година из политичких разлога потиснути, попут Шандора Вереша, Тибора Дерија, Ивана Мандија, Миклоша Месеља и Дежеа Тандорија. Лист је објављивао дела модерних стилских трендова, те је био и остао популаран међу Мађарима уопште.
У најновијој деценији публицитет су добили и истакнути аутори из суседне Мађарске, као што су историчари књижевности Арон Кибеди Варга и Андраш Ленђел, те писци Ђерђ Конрад, Иван Шандор и Деже Тандори.

## Награда часописа
Године 1959. установљена је књижевна награда Мост.

## Главни уредници
Уредници Híd-а који је поново покренут после Другог светског рата су били:
- Шандор Штеинфелд (1945–1948)
- Михаљ Олајош (1948–1950)
- Ђерђ Ерњеш (1951)
- Михаљ Мајтењи (1951–1955)
- Јанош Херцег (1955–1957)
- Нандор Мајор (1957–1962)
- Јожеф Пап (1963–1964)
- Карољ Ач (1965–1975)
- Јанош Бањаи (1976–1984)
- Имре Бори (1984–2004)

Чланови уређивачког већа:
- Ђезе Бордаш и Марта Бузаш (2004)
- Ласло Геролд (2005–2008)
- Корнелија Фараго (2009–2016)
- Ласло Паточ (2017–2020)
- Емоке Берењи (2020–)

## Реперторијуми бројева часописа
- Pató Imre: A Híd repertóriuma (1934-1941). Újvidék, 1976. (језик: мађарски)
- Kiss Gusztáv, Farkas Attila: A Híd repertóriuma, 1976-2001 [irodalom, művészet, társadalomtudomány]. Forum Újvidék, 2005. (језик: мађарски)